# Rekkles
Carl Martin Erik Larsson (Älvängen, Ale; 20 de septiembre de 1996), más conocido como Rekkles, es un jugador profesional sueco de League of Legends que actualmente juega como support para T1 Esports Academy. Ha sido descrito como "el mejor tirador de Europa".

## Carrera como jugador

### Comienzos
Rekkles era un prometedor jugador de fútbol, pero sufrió una lesión de rodilla a los 13 años que le inhabilitó para seguir compitiendo. Mientras se recuperaba, decidió buscar un nuevo hobby, por lo que comenzó a jugar a videojuegos. Empezó a jugar al League of Legends, y acabó siendo fichado por el equipo europeo Fnatic en 2012. Al no poder unirse al equipo principal debido a su edad, entró en un equipo de práctica que acabó por disolverse al cabo de unos pocos meses. En un principio, jugaba personajes como luchadores agresivos, pero después se decantó por los de ataque a distancia, al descubrir que podía posicionarse bien y hacer grandes cantidades de daño desde lugares más seguros.

### Carrera profesional

#### 2014
Ya en el 2014, con 17 años, Rekkles pudo participar en competiciones principales, lo que le llevó a tomar el rol de AD Carry en el equipo, reemplazando a Johannes "puszu" Uibos, quien fue su sustituto hasta que tuvo la edad suficiente como para poder competir. Con sólidas actuaciones por parte de Larsson, Fnatic pudo consagrarse campeón del torneo de primavera europeo. Este éxito casi pudo ser repetido, pero perdieron la final de verano contra Alliance, su mayor rival. No obstante, consiguieron clasificarse para el mundial de ese año, aunque no consiguieron pasar de la fase de grupos, con una actuación bastante pobre y partidas muy parejas y polémicas.

#### 2015
Tras la mala actuación en el mundial del 2014, Rekkles abandona Fnatic, para unirse a Elements, en un éxodo masivo de jugadores del equipo, que dejó solo a Bora "YellOwStAr" Kim. Tras un decepcionante split de privamera en Elements, Larsson optó por volver a Fnatic a mediados de 2015, reemplazando al AD Carry que ocupaba su posición, Pierre Medjaldi.
En esta etapa, el equipo se consagró como campeón de Europa,  batiendo el récord de partidas sin perder (21) y permaneciendo imbatible durante la mayoría de la temporada, siendo sus únicas dos derrotas en la final contra Origen, aunque se impusieron por 3 a 2. Se clasificaron para campeonato de la temporada 2015, con un comienzo algo tembloroso, pero avanzando hasta las semifinales del torneo, cuando cayeron por 3-0 contra los coreanos KOO Tigers.
Posteriormente, 3 jugadores abandonaron el equipo, dejando a Rekkles, y a su compañero Holandés, Febiven, con la tarea de reconstruir el equipo. Tras encontrar nuevos jugadores, participaron de la IEM en Colonia, cayendo 1-2 en semifinales.

#### 2018
Estando en Fnatic, Rekkles gana la temporada de primavera junto a sus compañeros de equipo Caps, Broxah, Hylissang y Bwipo (como jugador sustituto de sOAZ), con una actuación estelar de Martin, quien gana el reconocimiento de "Jugador Más Valioso" (M.V.P) de la temporada. Vuelve a ganar la LCS de primavera por 3-0 contra G2 Esports. Con los mismos compañeros vuelve a ganar el split veraniego 2018 obteniendo un billete directo para el mundial 2018 en el que quedaría subcampeón del mundo tras pasar primero de grupo, ganar con solvencia los cuartos la semifinal, y perder la final contra el equipo chino Invictus Gaming por 3-0.

#### 2020
Al igual que en 2019, Fnatic no logró hacerse con el título de campeón de Europa, aunque sí consiguió un puesto en el campeonato mundial de 2020. Aunque lograron pasar de fase de grupos, Rekkles y sus compañeros fueron derrotados en cuartos de final por el conjunto chino Top Esports, quedando eliminados de la competición. El 18 de noviembre de 2020, Fnatic hacía oficial la marcha del jugador sueco tras una larga trayectoria en el equipo. El 20 de noviembre de 2020, G2 Esports anunciaba el fichaje de Rekkles como su nuevo AD Carry para próxima temporada. Pronto, los fans europeos se ilusionaron ante la idea de poder por fin ganar un mundial con este "super equipo" europeo.

#### 2021
Rekkles, ya en su nuevo equipo, logró quedar 1º en la fase regular split de primavera de la LEC, asegurándose un puesto en playoffs. Sin embargo, G2 es derrotado en semifinales por Rogue, desvaneciéndose sus esperanzas de proclamarse campeón de Europa y ganarse un puesto en el MSI 2021. Aun así, logra el reconocimiento de "Jugador Más Valioso" (M.V.P) del split. En el split de verano las cosas no mejoran, y G2 es eliminado en playoffs por el antiguo conjunto de Rekkles, Fnatic, sin poder asegurar un puesto en los mundiales. 
El 11 de octubre de 2021 Carlos Rodríguez "ocelote" (CEO de G2) anuncia a través de su cuenta de Twitter que Rekkles, junto con sus compañeros de equipo Wunder y Mikyx y el cuerpo técnico del equipo, no permanecerán en G2 para la próxima temporada. Según declaraciones posteriores de "ocelote", el precio inicial por Rekkles, quien estaba sometido a contrato, habría sido de 1.5 millones de euros. El 16 de noviembre de 2021 se confirma el fichaje de Rekkles por el club francés Karmine Corp.
El 15 de diciembre, Ibai Llanos y Gerard Piqué presentan en el Palau Sant Jordi de Barcelona su recién creado club de esports, Finetwork KOI, que competirá en la LVP SuperLiga y, al igual que Karmine Corp, aspirará a ganar el EU Masters. Durante el evento, Rekkles y su equipo se estrenan en un showmatch amistoso contra el nuevo equipo español, que perderán 1-2. La segunda parte del showmatch tiene lugar el 8 de enero en el Carrousel du Louvre en París, esta vez con victoria del conjunto francés (2-1).

#### 2022
Rekkles vuelve a Fnatic tras una temporada en la LFL con Karmine Corp.

### 2023
Tras menos de un año en Fnatic, Rekkles ha fichado por T1 Esports Academy, la academia del pentacampeón mundial T1, que compite en la liga LCK CL.

## Vida personal
Asiste a algunos torneos acompañado de su madre y de su padre, siendo este uno de sus modelos a seguir. Mantuvo una gran relación de amistad con su compañero YeuJin Kim, el jungla de Fnatic durante el 2015, y también con el surcoreano Deft, otro de los mejores AD Carry a nivel mundial. También es un asiduo lector.

## Resultados en torneos

### Fnatic
- 1.  — 2014  EU LCS Split primavera
- 2.  — 2014  EU LCS Split verano
- 12-13.  — 2014 League of Legends World Championship
- 1.  — 2015  EU LCS Split verano
- 3-4.  — 2015 League of Legends World Championship
- 3.  — 2016  EU LCS Split primavera
- 2.  — 2016 IEM X World Championship
- 5-6.  — 2016 EU LCS Split verano
- 3rd — 2017 Summer EU LCS Split verano
- 5th–8th – 2017 League of Legends World Championship
- 1st — 2018 EU LCS split primavera
- 3rd–4th — 2018 Mid-Season Invitational
- 1st — 2018 EU LCS verano
- 2nd — 2018 League of Legends World Championship
- 3rd — 2019 LEC split primavera
- 2nd — 2019 LEC split verano
- 5th-8th — 2019 League of Legends World Championship
- 2nd — 2020 LEC split primavera
- 2nd - 2020 LEC split verano
- 5th-8th - 2020 League of Legends World Championship

### Elements
- 7.  — 2015 - EU LCS Split primavera

### G2 Esports
- 3.  — 2021  LEC Split primavera
- 4.  — 2021  LEC Split Verano

### Karmine Corp
- 3rd - LFL 2022 primavera
- 1st - EU Masters primavera 2022

## Pentakills
Sucede cuando un jugador realiza un asesinato quíntuple en una partida de League of Legends.
| Fecha      | Región        | Torneo                               | Equipo            | Vs                  | Campeón  | Posición | V/D | KDA     | Video |
| ---------- | ------------- | ------------------------------------ | ----------------- | ------------------- | -------- | -------- | --- | ------- | ----- |
| 2013-07-25 | Europa        | EUW Week 9                           | Copenhagen Wolves | Eternity Gaming     | Vayne    | ADC      | V   | 14/1/10 |       |
| 2014-07-17 | Europa        | EU LCS Summer 2014 - Week 9          | Fnatic            | Copenhagen Wolves   | Vayne    | ADC      | V   | 18/0/3  |       |
| 2014-09-27 | Internacional | World Championship 2014              | Fnatic            | LMQ                 | Lucian   | ADC      | V   | 18/0/4  |       |
| 2015-08-16 | Europa        | EU LCS Summer 2015 - Playoffs        | Fnatic            | Unicorns Of Love    | Sivir    | ADC      | V   | 9/0/8   |       |
| 2015-12-31 | Europa        | EU LCS Summer 2015 - Final           | Fnatic            | Origen              | Tristana | ADC      | V   | 13/2/9  |       |
| 2018-04-08 | Europa        | EU LCS 2018 Spring Playoffs - Finals | Fnatic            | G2 Esports          | Sivir    | ADC      | V   | 6/0/3   |       |
| 2018-05-18 | Europa        | Mid-season Invitational 2018         | Fnatic            | Royal Never Give Up | Ezreal   | ADC      | V   | 7/5/7   | []    |
| 2019-02-01 | Europa        | LEC 2019 Spring                      | Fnatic            | Rogue               | Kai'sa   | ADC      | V   | 9/1/4   | []    |
| 2020-02-21 | Europa        | LEC 2020 Spring                      | Fnatic            | Rogue               | Ezreal   | ADC      | V   | 10/0/7  | []    |
| 2022-02-02 | Europa        | LFL 2022 Spring                      | Karmine Corp      | Game Ward           | Jinx     | ADC      | V   | 6/0/3   | []    |